# کاکله (سرده)
کاکله (سرده) (نام علمی: Cakile) نام یک سرده از تیره شب‌بویان است.